# Франц Хочевар
Франц Хочевар (Ново Место, 16. март 1913 — Љубљана, 3. новембар 1992), правник, учесник Народноослободилачке борбе и друштвено-политички радник Социјалистичке Републике Словеније.

## Биографија
Хочевар је завршио у Новом Месту гимназију и Правни факултет у Љубљани, где је 1937. године докторирао. Као студент прилази револуционарном радничком покрету и постаје члан Комунистичке партије Југославије (КПЈ). 
Од 1941. године је учесник Народноослободилачке борбе и био је на функцији секретара Окружног одбора Освободилне фронте за Доленјску, затим за Белу Крајину. У Марту 1942. године окупаторске власти га хапсе и интернирају у Италију. После капитулације Италије, септембра 1943. године био је командант логора НОВ-е у Гравини, комесар Треће прекоморске и Прве тенковске бригаде. 
После ослобођења био политички саветник војне мисије и шеф политичког представништва ФНРЈ у Бечу, шеф привредне делегације у Трсту, јавни тужилац Народна Република Словенија (1949-1951) и председник Врховног суда НР Словеније (1951-1957). Радио је у државном секретаријату за спољне послове (1957-1963) као опуномоћени министар Државног секретаријата за иностране послове, амбасадор ФНРЈ у Румунији и Пољској. После је постао савезни јавни тужилац (1963-1967). За потпредседника Извршног већа Скупштине СР Словеније изабран 1967. године, а у два сазива биран је за републичког посланика. На Трећем, Четвртом и Петом конгресу биран је за члана Централног комитета Савеза комуниста Словеније.

## Одликовања
- Партизанска споменица 1941.
- Орден партизанске звезде са златним венцем
- Орден Републике са златним венцем
- Орден заслуге за народ са златним венцем